# Реда, Жак
Жак Реда́ (фр. Jacques Réda; 24 января 1929, Люневиль — 30 сентября 2024, Йер) — французский поэт, эссеист, джазовый хроникёр. С 1987 по 1995 год — главный редактор журнала «La Nouvelle Revue française». Лауреат Большой премии Французской академии (1993) и Гонкуровской премии за поэзию (1999).

## Биография
Жак Реда родился в 1929 году в Люневиле. Его дед, родом из Пьемонта, занимался производством гоночных автомобилей и ремонтом велосипедов; отец работал на авиационном заводе. Жак посещал коллеж иезуитов, затем изучал право, однако юридическое образование не завершил. С 1953 года он жил в Париже, работая на разных административных должностях. Одновременно он открывал для себя город, странствуя по нему пешком, на велосипеде или на мопеде; впоследствии Париж станет центральной темой его творчества.
Реда рано начал писать, подражая любимым авторам и пробуя себя в разных стилях и формах. Вначале это были романы и рассказы; первый его сборник, «Les Inconvénients du métier», был издан в 1952 году, однако впоследствии, как и другие ранние произведения автора, не переиздавался. С конца 1960-х годов Реда публиковал преимущественно стихотворные сборники, среди которых особое место займёт сборник стихотворений в прозе «Руины Парижа» («Les Ruines de Paris», 1977). Бо́льшая их часть выходила в издательстве «Галлимар», с которым Реда также долгое время сотрудничал в качестве члена литературно-художественного совета.
Наряду с поэзией Реда страстно увлекался джазом и начиная с 1963 года на протяжении более пятидесяти лет вёл джазовую хронику в Jazz Magazine. Он также сотрудничал с журналами Cahiers du Sud, Cahiers du chemin, Exit, Cahiers du cinéma; с 1987 по 1995 год был главным редактором издаваемого «Галлимаром» журнала «La Nouvelle Revue française».
Умер в 2024 году в Париже, в возрасте 95 лет.

## Творчество
Жак Реда — автор нескольких десятков сборников прозы и поэзии, среди которых «За стенами» (1982), «Направление движения» (1990), «Свобода улиц» (1997), «Дорожные происшествия» (2001) и др. Его творчеству несвойственны авангардистские эксперименты с формой; напротив, он тяготеет к традиционной версификации с регулярным метром и рифмой. В то же время Реда размывает границы между поэзией и прозой, прихотливо перемешивая описания, воспоминания и случаи из жизни; его стихам присуща особая интонация, одновременно элегическая и сдержанная; в них присутствуют как юмористические нотки, так и метафизическая глубина. «Городская» лирика Реда вдохновлена впечатлениями поэта-странника, созерцателя и наблюдателя; печаль, рождаемая эфемерностью вещей и горечью человеческого существования, сочетается в ней с чувством очарованности неизменно присутствующей в мире красотой. Поэт Жан-Мишель Мольпуа отмечал, что несмотря на подчёркнутое дистанцирование Жака Реда от поэтики модернизма, в нём не следует видеть лишь «простого любителя джаза, парижского пешехода, певца асфальта и железнодорожных насыпей, мопеда и табака» и что его творчество отличается особой самобытностью, сочетая приверженность классицизму с поисками новой художественной свободы. Сам Реда говорил об этом следующим образом: «Возможно, нужно писать одновременно как все и как никто».
Творчество Жака Реда отмечено многочисленными премиями, в числе которых премия Валери Ларбо (1983), Большая премия Французской академии за поэзию (1993) и Гонкуровская премия за поэзию (1999).